# 高橋よしえ
高橋 よしえ（たかはし よしえ、1980年5月4日 - ）は、熊本県を拠点に活動しているマルチクリエイター、ローカルタレント、作曲家、モデル。

## 人物・来歴
熊本県下益城郡小川町（現宇城市）出身。熊本県立宇土高等学校卒業。平成音楽大学音楽情報ビジネスコース（コンピュータミュージック科）卒業。熊本を中心に、テレビ番組のリポーター、ラジオパーソナリティ、音楽制作（CMソング、サウンドロゴなど）、DJ、CMナレーター、イベントMCなど多方面で活動している。

## エピソード
3歳からピアノを習い始めており、絶対音感がある。持久走やマラソンなどが好きである。フルマラソンに参加することもあり、2011年に鹿児島県指宿市菜の花マラソンで完走、2012年には宮崎県青島太平洋マラソンで完走している。2012年、熊本市政令指定都市移行記念 第1回熊本城マラソン2012においては総合メインMCを務めた。熊本市政令指定都市移行記念 カウントダウンイベントのMCを務めた。ゲストを招いたトークショーのMCを担当する機会も多く、これまでに荒木経惟、篠山紀信、日比野克彦、河村隆一、平原綾香、照英らを迎え対談している。
2014年秋、元C-C-Bの笠浩二、元BEE PUBLICの丸山正剛、熊本を拠点として活動している黒木よしひろと『Mr/K（ミスター・スラッシュ・ケイ）』というユニットを組みライブを行っている。

## 現在の出演
テレビ
- くまパワ+（KAB熊本朝日放送、2018年4月～）
  - 前身の「駅前TVサタブラ」から続投
- パチンコ研究所（RKK熊本放送）
  - 番組メインMC

雑誌
- muchcolor press（ニューコ・ワン）
  - 連載を担当

### CM
- 九州エネコ（ピアノ演奏中の高橋の周囲に四コママンガでお馴染みのキャラクター「カンちゃん」一家が集まる、実写とアニメの合成）

## 過去の出演
テレビ
- あみゅパラ（TKUテレビ熊本）
- ドォーモ（KBC九州朝日放送）
- GARA-PONG（KKT熊本県民テレビ）
- パチンコ探検隊（TOSテレビ大分）
- Kingspe（キンスペ）（KKB鹿児島放送）
- 駅前TVサタブラ（KAB熊本朝日放送）
  - 番組リポーターとしてレギュラー出演していたほか、2008年7月12日放送より番組オープニングテーマとして使用している「サタぶらぶらソング」の編曲を担当した。後継番組にも続投。
- ニュース&情報ライブ くまパワ（KAB熊本朝日放送）
  - 番組リポーターとしてレギュラー出演している。また「ニュース&情報ライブ くまパワ」時代、番組オープニングテーマの作曲を担当した。

ラジオ
- PA-OH RadioShow（エフエム熊本）
- 3rd Place Time（エフエム熊本）
- CARINO-zakaSTUDIO Saturday Smile Station（RKK熊本放送）
- FMK RADIO BUSTERS（エフエム熊本、火・水担当、-2019年3月27日）

## 音楽制作
TVテーマソング制作
- ニュース&情報ライブ くまパワ（KAB熊本朝日放送）
- 駅前TVサタブラ（KAB熊本朝日放送）

ラジオ
- 朗読〜声の贈り物（エフエム熊本）

CM
- 鶴屋百貨店
- モア・ヘアメイクカレッジ
- 熊本市「エコバッグキャンペーン」
- さつま大海
- 山福製菓「スイートポテトン」
- KABハウジングプラザ「住まいの宝島」
- 熊日RKK住宅展「イエす・まい・ホーム」
- 九州すし市場
- かけこみ110番
- 建吉組 他多数

サウンドロゴ
- お茶のなかみつ園 他多数